# Gjirokastra megye
Gjirokastra megye (albánul Qarku i Gjirokastrës) Albánia tizenkét megyéjének egyike. Székhelye Gjirokastra.

## Kerületek
A megye három kerületre oszlik: 
| Térkép                      | Kerület neve | Kerület neve        | Albán név             | Székhely    | Terület (km²) | Népesség (fő, 2004) (becslés) |
| --------------------------- | ------------ | ------------------- | --------------------- | ----------- | ------------- | ----------------------------- |
| Gjirokastra megye kerületei | 1.           | Gjirokastra kerület | Rrethi i Gjirokastrës | Gjirokastra | 1137          | 56 000                        |
| Gjirokastra megye kerületei | 2.           | Përmet kerület      | Rrethi i Përmetit     | Përmet      | 929           | 26 000                        |
| Gjirokastra megye kerületei | 3.           | Tepelena kerület    | Rrethi i Tepelenës    | Tepelena    | 817           | 32 000                        |

### Gjirokastra kerület
A kerület népessége 56 000 fő (2004, becslés), területe 1137 km², székhelye, gazdasági és kulturális központja a UNESCO világörökségi helyszíne, Gjirokastra. Egyéb városa Libohova. Hegyvidéki terület, amelyet a Drino folyó észak–déli irányú völgye szel át. A nagy történeti múltra visszatekintő, folyó menti települések mellett a kerület magasabban fekvő részei alig-alig lakottak. A délkeleten Görögországgal határos kerületet nagyszámú görög nemzetiség lakja, a népesség közel 50%-a ortodox vallású (hivatalos görög álláspont szerint mindannyian görögök). Mezőgazdasága és ipara nem jelentős. Az országhatár közelében, Glina falunál található az ország legbővizűbb ásványvízforrása és egy palackozóüzem.

### Përmet kerület
A kerület népessége 26 000 fő (2004, becslés), területe 929 km², székhelye Përmet. Egyéb városa Këlcyra. Az ország délkeleti, magashegyvidéki területén fekszik, a Vjosa forrásvidékénél. Nagyszámú görög és aromun nemzetiség lakja, emellett a lakosság felekezeti összetétele is tarka képet mutat: muszlimok, ortodoxok és Albániában egyedülálló módon protestánsok is lakják. Hagyományos bor- és rakitermelő körzet, de jelentős a Përmet környéki virágkertészet is.

### Tepelena kerület
A kerület népessége 32 000 fő (2004, becslés), területe 817 km², székhelye Tepelena. Egyéb városa Memaliaj. Bozótos hegyvidéken, a Vjosa völgye és a Drino alsó folyása mentén terül el, legmagasabb pontja a 2122 méter magas Këndrevica. Karsztvidék sok barlanggal, cseppkőformációval és számos karsztforrással. Mezőgazdasága és ipara nem jelentős, a kerületben korábban működött bányák és Memaliaj gyárüzemei bezártak.